# Spadowa Kopa
Spadowa Kopa (niem. Leitenkoppe, słow. Spádová kopa, węg. Lejtő-púp, 2252 m) – szczyt w północnej grani Rysów w Tatrach Wysokich. Jest najbardziej na północ wysuniętą kulminacją masywu Niżnich Rysów, górującą bezpośrednio nad Ciężką Przełączką. Od południa sąsiaduje z północnym wierzchołkiem Niżnich Rysów. Jest to Skrajna Turnia w Niżnich Rysach (Predná veža v Malých Rysoch, 2375 m). Pomiędzy turnią tą a Spadową Kopą jest płytka Spadowa Przehyba (Spádová priehyba). Nazwa szczytu i przełączki pochodzi od Spadowej Doliny.
Spadowa Kopa położona jest na granicy polsko-słowackiej. Ma prawie poziomą i wąską grań o długości około 80 m. Na wschód, do Doliny Spadowej opada ścianą o wysokości około 120 m, na zachód, do Czarnostawiańskiego Kotła wielkim filarem o wysokości około 500 m. Jego lewe (patrząc od dołu) ograniczenie tworzy górą Spadowy Żleb, a od jego ujścia – Wyżni Białczański Żleb. Od prawej strony brak wyraźnej granicy między Spadową Kopą i Niżnimi Rysami – stąd też włączana ona jest do ich masywu. Dopiero poniżej zachodniej ściany Spadowej Kopy znajduje się lewa depresja z Lewym Kotłem, które oddzielają dolną część Spadowej Kopy od masywu Niżnich Rysów. Przynależność Spadowej Kopy do masywu Niżnich Rysów to tylko umowne, topograficzne założenie, w praktyce taternicy traktują ją jako odrębny szczyt. Od kilkudziesięciu już lat wspinają się niemal wyłącznie na ścianie czołowej jej zachodniego filara, jak pisze Władysław Cywiński ani myśląc o wchodzeniu na Niżnie Rysy, rzadko także wchodzą na szczyt Spadowej Kopy. Wspinaczka na tej ścianie stała się tak popularna, że taternicy nadali jej odrębną nazwę Czołówka Spadowej Kopy. Urwiska Spadowej Kopy są niższe od ścian Niżnich Rysów, jednak trudniejsze od nich.
Pierwsze odnotowane wejście – Stanisław Porębski 13 sierpnia 1909 r.

## Drogi wspinaczkowe
Na Czołówce Spadowej Kopy jest kilkanaście dróg wspinaczkowych. Poza nią są 3 drogi:
1. Zachodnim filarem; V w skali tatrzańskiej, 3 godz.
2. Prawą częścią północno-zachodniej ściany; III, 1 godz. 30 min
3. Środkiem północno-zachodniej ściany; VI-, 3 godz., lita skała[3].

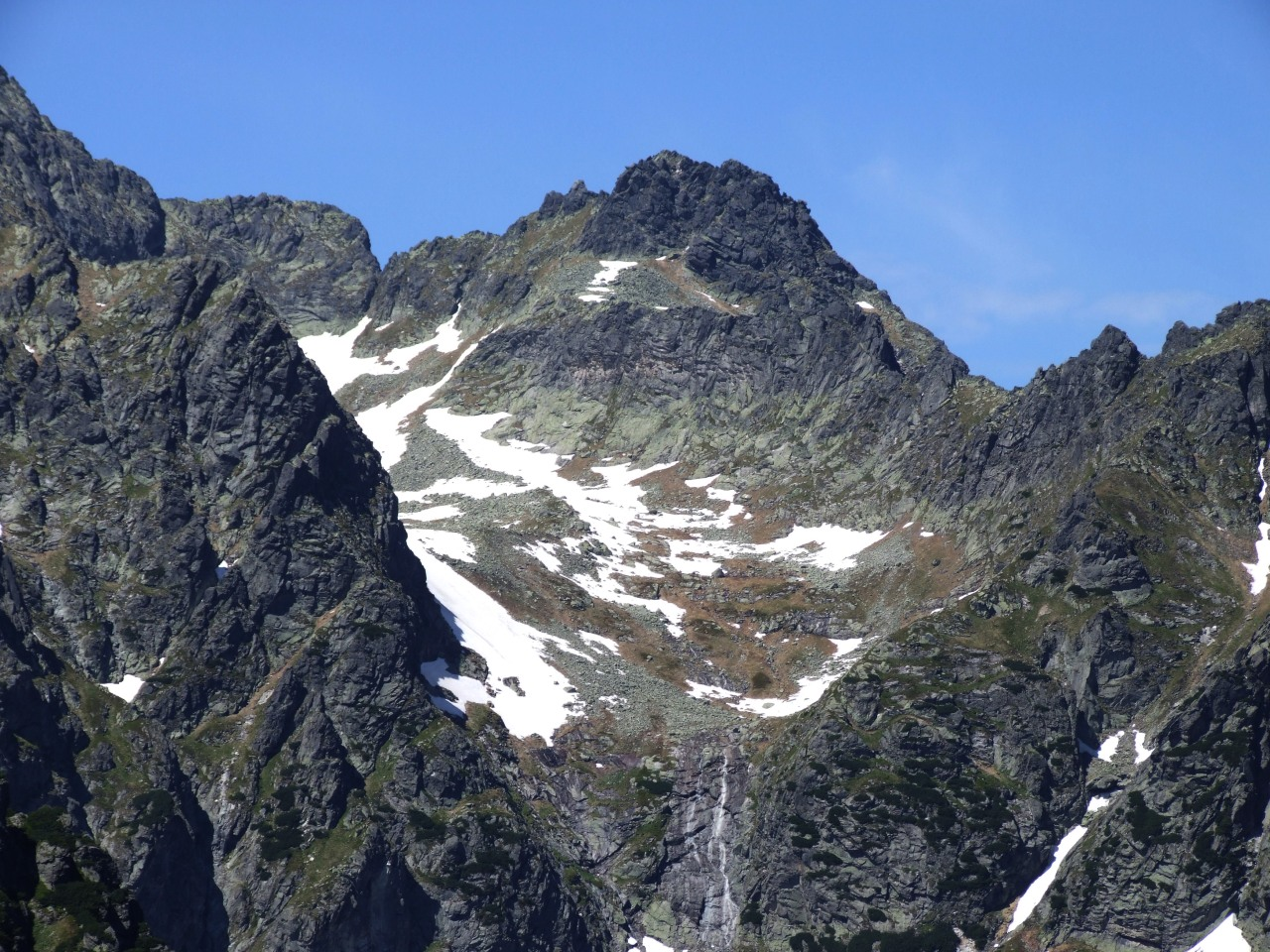
Spadowa Kopa widoczna pomiędzy Niżnimi Rysami a Żabim Szczytem Wyżnim
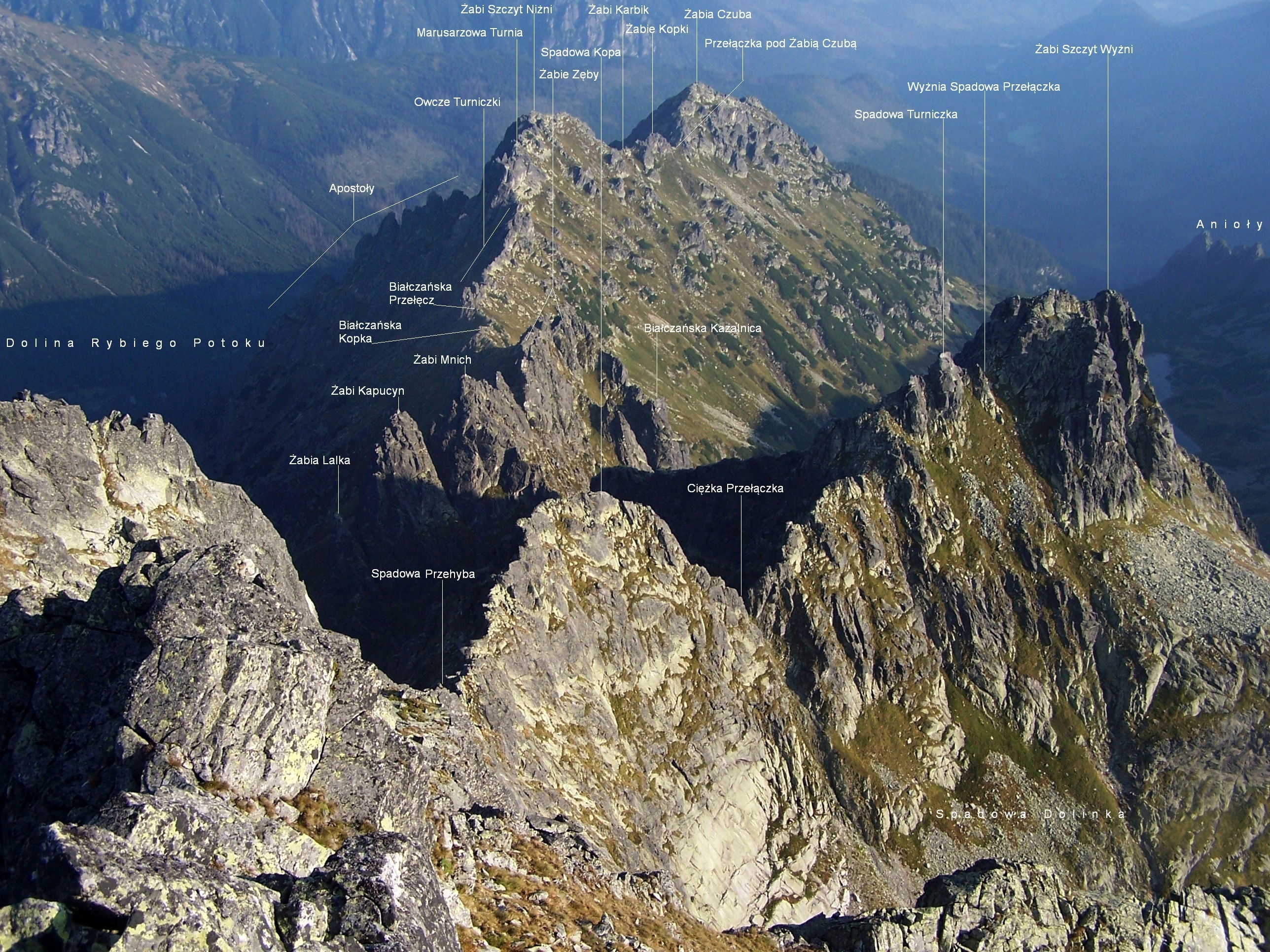
Widok z Niżnich Rysów